# Kimiyo Matsuzaki
Kimiyo Matsuzaki (en japonais : 松崎キミ代, née le 18 juin 1938 à Takase) est une pongiste japonaise. Elle a remporté plusieurs médailles mondiales dont deux titres en simple en 1959 et 1963, un en double en 1963, un en double mixte en 1961 et trois par équipes en 1959, 1961 et 1963.